# Sebastián Ferreira
Carlos Sebastián Ferreira Vidal (* 13. Februar 1998 in Asunción) ist ein paraguayischer Fußballspieler, der seit Januar 2022 beim MLS-Franchise Houston Dynamo unter Vertrag steht. Der Stürmer war in der Vergangenheit für paraguayische U-Auswahlmannschaften im Einsatz.

## Karriere

### Verein
Der in der paraguayischen Hauptstadt Asunción geborene Sebastián Ferreira entstammt der Jugendarbeit des lokalen Club Olimpias. Am 14. April 2016 bestritt er beim 4:0-Heimsieg gegen den Deportivo Táchira FC in der Copa Libertadores sein Profidebüt, als er in der 74. Spielminute für Luis Neri Caballero eingewechselt wurde. In diesem Spieljahr 2016 absolvierte er auch sein erstes Spiel in der höchsten paraguayischen Spielklasse und in der nächsten Saison 2017 kam der Stürmer bereits regelmäßig als Einwechselspieler zum Einsatz. Am 18. Juni 2017 (21. Spieltag) erzielte er beim 2:2-Unentschieden gegen den Club Sol de América sein erstes Ligator.
Um weitere Spielpraxis zu sammeln, wurde Ferreira Anfang Juli 2017 für ein Jahr an den Ligakonkurrenten Independiente FBC verliehen. Dort schrieb er in der verbleibenden Spielzeit 2017 zwei weitere Male an, sodass er am Ende dieser bei drei Toren in 25 Ligaeinsätzen stand. Den Durchbruch schaffte er im nächsten Spieljahr 2018, in dem er zu einem der gefährlichsten Stürmer der Liga sowie zum Kapitän der Mannschaft aufstieg. Er erzielte bis zum Ende des Leihgeschäfts im Juli 2018 in 19 Ligaeinsätzen 13 Treffer.
Ferreira kehrte jedoch nicht zu Club Olimpia zurück, sondern vollzog umgehend einen Wechsel in eine prestigeträchtigere Liga. Am 2. Juli 2018 unterzeichnete er beim mexikanischen Erstligisten Monarcas Morelia einen Vierjahresvertrag, um dort den Abgang des Erfolgsstürmers Peruaners Raúl Ruidíaz zu kompensieren. Bereits in seinem Debütspiel am 25. Juli 2018 beim 2:0-Pokalsieg gegen den Alebrijes de Oaxaca FC konnte er einen Treffer erzielen. Auch in seinem ersten Ligaeinsatz traf er, dennoch musste er sich in seiner Anfangszeit in Mexiko mit einer Rolle als Einwechselspieler zufriedengeben. Die Apertura 2018 beendete er dennoch mit fünf Toren in 13 Ligaeinsätzen. In der Clausura 2019 wurde er vermehrt in der Startelf berücksichtigt, konnte dabei seine Quote aber nicht steigern, vielmehr traf er in 12 Einsätzen nur zwei Mal.
Den Beginn der darauffolgenden Apertura 2019 verpasste er aufgrund einer Verletzung. Am 5. Oktober 2019 (13. Spieltag) gelangen ihm beim 3:2-Auswärtssieg gegen den CD Cruz Azul alle drei Tore seiner Mannschaft. Trotz dieses Erfolgserlebnisses verlief diese Halbserie für ihn nicht zufriedenstellend und er schloss diese mit vier Treffern in 12 Einsätzen ab.
Am 29. Januar 2020 wechselte er für das gesamte Spieljahr 2020 auf Leihbasis zum Club Libertad zurück nach Paraguay, einem Stadtrivalen seines Ausbildungsvereins Club Olimpia. In seinem zweiten Ligaeinsatz für die Gumarelo am 8. Februar 2020 (4. Spieltag) versenkte er in der Nachspielzeit den entscheidenden Strafstoß zum 2:1-Heimsieg gegen River Plate Asunción. Bei Libertad fand er in der Apertura 2020 rasch seine Form aus Independiente-Zeiten wieder und kämpfte dabei gegen die Altmeister Roque Santa Cruz, Raúl Bobadilla und Óscar Cardozo um die Torjägerkrone. Am 7. März (8. Spieltag) gelang ihm beim 5:1-Heimsieg gegen den Club General Díaz ein Dreierpack. Mit 13 Treffer in 20 Einsätzen setzte er sich schließlich auch gegen die genannten Spieler durch. In der verkürzten Clausura 2020 verbuchte er in acht Einsätzen vier Torerfolge.
Während Ferreira in Paraguay spielte, war sein Arbeitgeber Monarcas Morelia aufgelöst worden. Dessen Nachfolgeteam Mazatlán FC übernahm Ferreiras Vertrag jedoch, weshalb er seit Juli 2020 beim neuen Verein aus Sinaloa unter Vertrag stand. Am 1. Januar 2021 wurde der permanente Wechsel Ferreiras zu Club Libertad bekanntgegeben, wo er einen Fünfjahresvertrag unterzeichnete.

### Nationalmannschaft
Mit der paraguayischen U17-Nationalmannschaft nahm Ferreira an der U17-Südamerikameisterschaft 2015 im eigenen Land teil, bei der er in acht Einsätzen fünf Tore erzielte. Der vierte Platz bei diesem Turnier berechtigte die Auswahl zur Teilnahme an der U17-Weltmeisterschaft 2015 in Chile, wo er in drei Gruppenspielen einen Torerfolg verbuchen konnte.
Im Frühjahr 2017 war er mit der U20 bei der U20-Südamerikameisterschaft 2017 in Ecuador im Einsatz, bei der ihm in vier Gruppenspielen ein Treffer gelang.